# گرینکسل (ایندیانا)
گرینکسل، ایندیانا (به انگلیسی: Greencastle, Indiana) یک شهر در ایالات متحده آمریکا با جمعیت ۱۰٬۳۲۶ نفر است که در ایندیانا واقع شده‌است.

## موقعیت جغرافیایی
موقعیت جغرافیایی شهرها و مناطق اطراف به شرح زیر است: